# Skam Austin
Skam Austin est une série télévisée dramatique américaine pour adolescents en 18 épisodes d'environ 30 minutes basée sur la série norvégienne Skam créée par Julie Andem, adaptée par Sarah Heyward pour le marché américain, et mise en ligne entre le 27 avril 2018 et le 24 mai 2019 sur la plateforme Facebook Watch.
Utilisant la même méthode de diffusion et les mêmes scénarios de la série norvégienne, SKAM Austin est diffusé quotidiennement en temps réel sous forme de courtes vidéos sur Facebook Watch. Par ailleurs, des captures d'écran des messages envoyés entre les personnages sont publiés régulièrement. Les téléspectateurs peuvent également suivre les personnages de la série à l'aide de vrais comptes Instagram créés pour chaque personnage de fiction. Chaque week-end, un épisode compile toutes les vidéos publiés dans la semaine.

## Synopsis
La série se concentre sur la vie d'un groupe d'élèves fréquentant le lycée Bouldin High School à Austin, au Texas.
La première saison est centrée sur Megan Flores, qui est contrainte de gérer sa relation avec Marlon, ainsi que la perte de sa meilleure amie Abby, capitaine de l'équipe de danse de Bouldin High, les Kittens.
Dans la deuxième saison, on suit Grace Olsen qui va lutter contre son attirance envers Daniel Williamson, le capitaine de football américain de Bouldin High pour éviter de mettre en péril ses amitiés et ses propres croyances en tant que féministe.

## Distribution
- Si vous ne connaissez pas le sujet, laissez ce bandeau (vous pouvez alors contacter les auteurs).
- Si vous supprimez le contenu mis en cause (vous pouvez préalablement contacter les auteurs),

argumentez précisément cette suppression dans la page de discussion
(un manque de référence n'est pas un argument ; une recherche réelle de référence doit avoir été effectuée, être formellement documentée).

### Personnages principaux
- Julie Rocha dans le rôle de Megan Flores, protagoniste principale de la saison 1 ainsi que l'amie la plus proche de Grace durant la saison 2. Megan est présentée comme étant isolée, avec peu d'amis, principalement en raison de sa relation avec Marlon. Tout au long de la première saison, elle a du mal à lui faire confiance compte tenu de sa précédente relation avec Abby, l'ancienne meilleure amie de Megan. D'autre part, elle va former de nouvelles amitiés avec Grace, Kelsey, Jo et Zoya. Les choses se compliquent lorsque Megan doit faire face à sa jalousie grandissante au sein de son couple, Marlon et elle décideront alors de se séparer d'un commun accord. Lors de la deuxième saison elle renoue avec Abby et reste en contact avec Marlon.
- Kennedy Hermansen dans le rôle de Grace Olsen, la protagoniste de la saison 2, ainsi que l'amie la plus proche de Megan. Grace est une nouvelle élève qui a quitté Dallas, au Texas pour venir s'installer chez sa cousine Ève et sa tante au Texas. On apprendra par la suite que ce déménagement est dû à un souhait de changer d'environnement pour recommencer une nouvelle vie. Au cours de la deuxième saison, Grace lutte pour les sentiments qu'elle éprouve pour Daniel, l'amenant à réfléchir sur ses idées concernant le féminisme. Dans son groupe d'amis, Grace est généralement représentée comme la voix de la raison.
- Till Simon dans le rôle de Marlon Frazier, le petit ami de Megan dans la première saison puis son ex dans la seconde. Il est présenté comme ayant des pensées progressistes et remet en cause le conservatisme au sein de son lycée, il accuse Megan de vouloir participer à des événements organisés par son école, tels que l'équipe de danse ou la nuit des talents. Les parents de Marlon ont également laissé entendre qu'ils désapprouvaient son désir de se concentrer sur la musique plutôt que sur ses études. Lui et Megan restent en bon terme durant la deuxième saison, alors que sa carrière musicale avec ses meilleurs amis, Shay et Tyler, semble se développer. Cependant, il essaie de se détacher de Megan en commençant une relation avec une fille plus âgée Krystal qui échouera.
- Austin Terry dans le rôle de Daniel Williamson, il apparaît initialement comme un athlète superficiel et populaire. Au cours de la première et de la deuxième saison, Daniel fait de nombreuses avances à Grace, jusqu'à ce qu'il obtienne un rendez-vous. Ils passent ensuite la nuit ensemble à la suite d'une fête chez Daniel, où il révèle que ses parents se sont séparés à la suite du décès de sa petite sœur. Son attitude serait alors due à la négligence de ses parents, ainsi qu'à sa relation difficile avec son frère aîné, Clay.
- Shelby Surdam dans le rôle de Kelsey Russell, la meilleure amie de Josephina. Kelsey est une fille timide qui manque de confiance en elle et qui souffre de trouble de l'alimentation. Elle forme sa propre équipe de danse après avoir été rejetée par l'équipe des Kittens lors de la première saison. Cependant, elle rejoindra les Kittens au cours de la saison 2. Durant la deuxième saison, Kelsey est obligée de faire face à des sentiments non partagés avec Daniel, qui s'intéresse à Grace. Kelsey se sentira trahie lorsqu'elle apprendra l'existence de la relation entre Daniel et Grace.
- La'Keisha Slade dans le rôle de Shay Dixon, amie d'enfance de Marlon et ami proche de Megan. Durant la première saison, Shay détruit la relation entre Marlon et Megan dans le but de devenir plus proche de Megan, pour qui elle a des sentiments. Dans le dernier épisode de la première saison, on apprend que Shay est lesbienne. Cependant, dans la saison 2, elle sort avec Nic, un élève qui travaille avec Grâce au journal du lycée, the Bouldin Beat. Il va rompre avec Shay après que Megan l'a embrassé à la fête de Jordan. Durant le dernier épisode, Shay semble porter de l’intérêt pour la cousine de Grace, Ève.
- Valeria Vera dans le rôle de Josephina Valencia, meilleure amie de Kelsey. Elle est hispanique, passionnée de maquillage et se fait appeler Jo par ses amis. Jo est excentrique et est considérée comme la comique du groupe. Au cours de la deuxième saison, elle devient très proche avec Jordan mais sa rencontre avec Damian va lui faire oublier sa précédente relation.
- Aaliyah Muhammad dans le rôle de Zoya Ali, une jeune musulmane qui se joint à l’équipe de danse de Kelsey. Elle est généralement obligée de faire face aux préjugés et à l'ignorance en raison de sa religion et de sa culture. Au cours de la deuxième saison, Zoya est dragué par Hunter Tomlinson, l'ex d'Abby. Elle est alors victime d'intimidation de la part des Kittens.
- Giovanni Niubo (af) dans le rôle de Tyler Nunez, l'ami de Shay et de Marlon, qui s'est révélé être gay lors de la deuxième saison. Il ne semble pas apprécier Megan en raison du chagrin d'amour qu'elle cause à Shay. Au cours de la deuxième saison, Tyler se révèle dépressif et contacte Grace, qui ignore sa véritable identité, sur un faux compte Instagram.

### Personnages récurrents
- Sydney Chandler dans le rôle d'Ève, la cousine excentrique et artistique de Grace, qui est lesbienne. Elle intervient lors de la deuxième saison et pousse Grâce à essayer de nouvelles choses. Elle s'intéresse à Shay après avoir assisté à l'un des concerts de Marlon, avec Grace et Megan.
- Pedro Castenada dans le rôle de Jordan Diaz, le meilleur ami de Daniel. C'est un athlète populaire qui drague Megan lors de la première saison, alors qu'il est en couple avec Cleo. Il fréquente Jo lors de sa fête de levée de fonds durant la deuxième saison, bien que rien ne se soit passé entre eux.
- Sophia Hopkins en tant que Abigail Heyward, ancienne meilleure amie de Megan et capitaine de l'équipe de danse de Bouldin High School, les Kittens. Elle passe la première saison à intimider Megan et ses amis, puis Zoya dans la deuxième saison, en raison de la jalousie qu'elle éprouve pour la relation qu'elle entretient avec son ex, Hunter.
- Praveena Javvadi dans le rôle de Poonam Para, une amie du groupe qui travaille sur Bouldin Beat, le journal du lycée avec Grace. Elle est impliquée dans de nombreuses activités parascolaires et parle généralement avec un ton de voix impassible et monotone. Grace l'invite à se joindre à l'équipe de danse lors de la deuxième saison, mais elle refuse.
- William Magnuson dans le rôle de Hunter Tomlinson, il est ami avec Daniel et Jordan, et c'est aussi l'ex d'Abby.
- Chawan Welch dans le rôle de Damian. Jo fait sa connaissance sur Instagram, grâce à son compte où elle poste des vidéos virales de cupcakes. Ils se rencontrent en vrai dans le dernier épisode de la deuxième saison à la fête organisée par Daniel et Grace.
- Kenah Benefield dans le rôle de Nic, un étudiant qui participe au journal du lycée, the Bouldin Beat avec Grace et Poonam. Il fait son apparition durant la deuxième saison et il sort avec Shay, bien qu'ils se séparent lorsque Megan embrasse de force sa petite amie.
- Jacob Audirsch dans le rôle de Clay Williamson, le grand frère de Daniel, qui entretient une relation apparemment difficile avec son frère cadet. Il est impliqué dans l'agression sexuelle de Grâce au cours de la deuxième moitié de la saison 2, mais il révèle que rien ne s'est passé et que ce n'était qu'un malentendu lorsque Grace menace de le signaler à la police.
- Sandra Avila dans le rôle de la mère de Megan, qui est considérée comme plus sensée que son mari, avec qui elle est constamment en train de se disputer.
- Sydney Cope dans le rôle de Cleo, l'ancienne petite amie de Jordan. Elle intimide et attaque physiquement Megan lorsqu'elle apprend que Jordan l'a trompée.
- Ray Perez en tant que père de Megan, il pousse Megan à essayer de nouvelles choses et à ne jamais abandonner ses espoirs et ses rêves.

### Invitée
- Julia Blackmon en tant que Eliza W (semaine 1)

## Production

### Contexte
En 2016, la série dramatique norvégienne Skam a pris de l'ampleur et s'est développé en dehors de ses frontières norvégiennes,,,. La série est devenue particulièrement remarquée pour son modèle de distribution original : de courtes vidéos publiées quotidiennement en ligne, en temps réel à mesure que les événements fictifs se déroulent, puis les vidéos sont compilées pour former un épisode reprenant toutes les péripéties de la semaine. Les vidéos ont été complétées par des captures d'écran de messages envoyés entre les personnages, tandis que de véritables comptes de réseaux sociaux ont été créés pour que les personnages fictifs puissent interagir les uns avec les autres. Au cours de ses quatre saisons et de ses 43 épisodes, Skam aborde des thèmes comme la solitude, l’identité, les troubles de l’alimentation, les agressions sexuelles, l’homosexualité, la santé mentale, la religion et l’amour interdit.

### Développement
En décembre 2016, la société de production XIX Entertainment de Simon Fuller a signé un accord avec NRK , la Norwegian Broadcasting Corporation, afin de produire une adaptation en anglais de la série norvégienne. Fuller a déclaré à The Guardian que « Skam est un spectacle important. […] Il existe très peu de contenu précieux créé principalement pour un public d'adolescent, ce que Skam fournit avec beaucoup d'honnêteté et d'intégrité. » Le New York Times a écrit que la version américaine introduirait de nouveaux personnages et acteurs, tout en conservant le format de narration original, avec la consultation de NRK. Fuller a déclaré au Times : « Nous explorons tous les débouchés de contenu. […] Shame fonctionne sur toutes les plateformes et c'est ce qui fait toute la différence. Nous cherchons à innover et à repousser les limites de la façon dont le contenu moderne est visualisé et expérimenté. ». Le journal suédois Svenska Dagbladet a annoncé que le tournage aurait lieu entre le troisième et le quatrième trimestre de 2017, avec un repérage en cours pour trouver une ville américaine « à laquelle la plupart des jeunes américains peuvent s'identifier », et avec une première prévue à la fin 2018.
En octobre 2017, lors de la foire commerciale annuelle du MIPCOM, il avait été annoncé que Facebook avait acquis les droits de diffusion de Shame sur sa plateforme vidéo Facebook Watch. Ricky Van Veen, responsable de la stratégie globale créative de Facebook, a déclaré : « Lorsque j'ai entendu parler de Skam pour la première fois, j'ai eu l'impression de voir l'avenir de la narration. Nous sommes incroyablement enthousiastes à l'idée de la proposer au public mondial sur Facebook Watch. »,. Au moment de l'annonce du MIPCOM, il a été rapporté à tort que Julie Andem, la créatrice, scénariste et réalisatrice de la série Skam originale, produirait également la version américaine. Un message a par la suite été diffusé dans les médias norvégiens, avec une clarification sur ce malentendu dû à une « matinée chargée » et indiquant qu'un tel travail « a été et reste un dialogue entre Julie Andem, Facebook et XIX Entertainment ». En novembre 2017, Julie Andem a annoncé sur son compte Instagram qu'elle serait la productrice et réalisatrice de Shame, écrivant qu'elle « ne voulait pas le donner à quelqu'un d'autre », en dépit des obstacles rencontrés dans un pays étranger,.
Le 25 juillet 2018, lors de la tournée de presse estivale annuelle de la Television Critics Association, il a été annoncé que Facebook avait renouvelé la série pour une deuxième saison.

### Casting
En novembre 2017, l’Instagram de Julie Andem a présenté une affiche pour un casting destiné aux adolescents à Austin, au Texas, avec le bureau de casting Vicky Boone confirmant la publication médiatique norvégienne Aftenposten que le tournage de la série aurait bien lieu dans la ville d’Austin.

## Sortie
Le 19 avril 2018, les premières vidéos de la série ont été publiées, annonçant le 24 avril comme le début officiel des sorties quotidiennes de la série. Les comptes des personnages sur les réseaux sociaux avaient déjà été créés.

## Épisodes

### Aperçu de la série
| Saison | Épisodes | Première diffusion | Dernière diffusion |
| ------ | -------- | ------------------ | ------------------ |
| 1      | 8        | 27 avril 2018      | 15 juin 2018       |
| 2      | 10       | 22 mars 2019       | 24 mai 2019        |

### Saison 1 (2018)
| Numéro | Titre  | Écrit par                   | Réalisé par | Date de sortie |
| ------ | ------ | --------------------------- | ----------- | -------------- |
| 1      | Week 1 | Julie Andem & Sarah Heyward | Juile Andem | 27 avril 2018  |
| 2      | Week 2 | Julie Andem & Sarah Heyward | Juile Andem | 4 mai 2018     |
| 3      | Week 3 | Julie Andem & Sarah Heyward | Juile Andem | 11 mai 2018    |
| 4      | Week 4 | Julie Andem & Sarah Heyward | Juile Andem | 18 mai 2018    |
| 5      | Week 5 | Julie Andem & Sarah Heyward | Juile Andem | 25 mai 2018    |
| 6      | Week 6 | Julie Andem & Sarah Heyward | Juile Andem | 1er juin 2018  |
| 7      | Week 7 | Julie Andem & Sarah Heyward | Juile Andem | 8 juin 2018    |
| 8      | Week 8 | Julie Andem & Sarah Heyward | Juile Andem | 15 juin 2018   |

### Saison 2 (2019)
| Numéro | Titre  | Écrit par                             | Réalisé par     | Date de sortie |
| ------ | ------ | ------------------------------------- | --------------- | -------------- |
| 1      | Week 1 | Karen DiConcetto                      | Phillip Bartell | 22 mars 2019   |
| 2      | Week 2 | Karen DiConcetto et Jessie Kahnweiler | Phillip Bartell | 29 mars 2019   |
| 3      | Week 3 | Marlana Hope                          | Phillip Bartell | 5 avril 2019   |
| 4      | Week 4 | Jessie Kahnweiler                     | Phillip Bartell | 12 avril 2019  |
| 5      | Week 5 | Karen DiConcetto                      | Phillip Bartell | 19 avril 2019  |
| 6      | Week 5 | Marlana Hope                          | Phillip Bartell | 26 avril 2019  |
| 7      | Week 6 | Jessie Kahnweiler                     | Phillip Bartell | 3 mai 2019     |
| 8      | Week 7 | Karen DiConcetto                      | Phillip Bartell | 10 mai 2019    |
| 9      | Week 8 | Jessie Kahnweiler                     | Phillip Bartell | 17 mai 2019    |
| 10     | Week 9 | Karen DiConcetto                      | Phillip Bartell | 24 mai 2019    |

## Accueil
Dans un bilan positif, Den of Geek Kayti Burt a donné au premier épisode une note de 3.5 sur 5 et décrit la série comme « un peu comme Skam (le drame adolescent norvégien sur lequel il est basé), un peu comme Friday Night Lights, et un peu comme sa propre chose, une chose merveilleuse. » Dans une autre critique favorable, Common Sense Media Joyce Slaton a donné à la série une note de quatre étoiles sur cinq et l'a comparé positivement avec d'autres drames d'adolescent en disant : « Il se déplace un peu lentement, c'est vrai. Mais la vraie vie l'est aussi - et bien que SKAM Austin soit un documentaire sans vérité, il est beaucoup plus authentique que Riverdale ou 13 Reasons Why. ».
Solfrid Skaret de TV 2 a estimé que Skam Austin était un flop. Elle a cité les chiffres d'audience, montrant une audience initiale de 11,9 millions de téléspectateurs, avec des baisses substantielles dans les épisodes suivants, à environ 771 800 téléspectateurs pour le cinquième épisode, tout en reconnaissant une hausse des visualisations pour le sixième épisode. Commentant ces développements, John Magnus Dahl, chercheur Skam à l'université de Bergen, a déclaré à TV 2 qu'il s'agissait d'un « développement incroyablement triste ». Il a en outre déclaré que Skam Austin est « une bonne série qui a touché beaucoup de gens, mais le problème est qu’ils n’ont pas été en mesure de retenir l’attention des gens », et a expliqué que le manque d’intérêt pourrait être causé par l’histoire. « Le fait que l'histoire soit identique au succès norvégien est probablement décevant pour certaines personnes. Il n'y a pas de moments surprises. ». Christopher Pahle du journal Dagbladet s'est opposé à l'article de Skaret et plus particulièrement à sa vision négative de la performance de la série. Pahle a expliqué que, si les chiffres d'audience étaient objectifs et factuels, Skam Austin ne pouvait être comparé avec précision au reste de l'industrie de la télévision en raison de sa distribution sur la nouvelle plateforme vidéo de Facebook, où l'audience d'Austin pourrait être à la hauteur des attentes et de la première évaluation ou pourrait être fortement gonflé en raison du grand nombre de téléspectateurs ponctuels tentés de tester le nouveau service plutôt que de téléspectateurs dédiés. Le journaliste a également écrit que le succès de la production norvégienne originale était également devenu son pire ennemi, en raison de la popularité de la série, les médias pourraient considérer injustement tout ce qui n’est pas un succès total un échec.
Inkoo Kang du magazine Slate a décrit l'utilisation intensive des services de Facebook par la série comme une action douteuse, et comparant la série à une « publicité pour Facebook ». L'article note que, même si Skam utilise également activement les réseaux sociaux dans son intrigue, les personnages d'Austin ont des interactions communes via Facebook, Messenger et Instagram, le tout appartenant à Facebook, tandis que les réseaux sociaux concurrents, Snapchat et YouTube, ne sont pas mentionnés. L'article décrivait la situation de l'émission comme « vaguement alarmante », une « glamourisation » de Facebook, comme une contribution à la « normalisation de l'emprise de la société sur la vie sociale des lycéens. ».